# Saint-Étienne-sur-Usson
Saint-Étienne-sur-Usson è un comune francese di 259 abitanti situato nel dipartimento del Puy-de-Dôme nella regione dell'Alvernia-Rodano-Alpi.

## Società

### Evoluzione demografica
Abitanti censiti